# Lorenz Rosenegger
Lorenz Rosenegger (* 12. Juli 1708 in Salzburg; † 7. Mai 1766 in Hallein) war Rechenmeister beim Salzbergwerk Dürrnberg.

## Leben
Lorenz (auch Laurenz) Rosenegger wurde 1708 in Salzburg als Sohn des Zimmermeisters Georg Rosenegger, der im Badergäßchen 4 seine Werkstätte hatte, und der Anna Maria Hubrich im Dritten Fuxenhaus am Gries, heute Griesgasse 31, geboren. Im Salzburger Dom wurde er auf den Namen Laurenzius getauft, Taufpate war der Vater von Sebastian Stumpfegger, der Maurermeister Lorenz (Laurentius) Stumpfegger (1641–1709). 1720 immatrikulierte Lorenz Rosenegger an der Benediktineruniversität Salzburg, am 21. Dezember 1735 heiratete er im Salzburger Dom Franziska Weinwurm, eine Tochter des Gerichtsschreibers Wilhelm Weinwurm aus Rosenberg an der Moldau, Böhmen, ab 1734 war Rosenegger „Promptus-Raitter“ am Dürrnberg. 1748 erhielt er den Auftrag zur Errichtung eines mechanischen Theaters im Schlosspark von Hellbrunn, das er 1752 gezwungenermaßen, unter militärischer Aufsicht, vollenden musste. Kurioserweise reparierte er 1746 und 1760 das Positiv der Dürrnberger Kirche, das jetzt in Torren steht. Er hinterließ im Instrument einen Zettel, auf dem er schrieb, dass er Rechenmeister wäre und in Torren arbeiten oder leben würde, er aber kein Organist oder Mechaniker sei, wohl eine bittere Anspielung auf seine Schwierigkeiten beim Bau des Mechanischen Theaters in Hellbrunn. Lorenz Rosenegger starb am 7. Mai 1766 verarmt in Hallein.